# جوزيف بارتولوميو
جوزيف بارتولوميو (بالإنجليزية: Joseph Bartholomew)‏ هو قاضي ومحامي وسياسي أمريكي، ولد في 17 يونيو 1843، وتوفي في 24 مارس 1901.